# Чолган Іларіон Іванович
Чолган Іларіон Іванович (1918, Сапогів — 16 лютого 2004) — український письменник, драматург, член Спілки письменників України. Псевдоніми — І. Алексевич, В. Наглоч.

## З біографії
Народ. 1918 року в с. Сапогів на Тернопільщині. Закінчив гімназію в Івано-Франківську, навчався на медичному факультеті Познанського університету, потім (з 1939 р.) — Львівського медінституту, закінчив медичні студії у Віденському університеті.
У Відні був кореспондентом журналу «Назустріч». Під час перебування у таборах для переміщених осіб у Ландеку (Австрія) почав писати драматичні твори.
Співпрацював із театром В. Блавацького, із театром-студією Йосипа Гірняка. Помер 16 лютого 2004 р. у Нью-Йорку, похований у Бавнд Бруку.

## Творчість
Автор п'єс
- «Замотеличене теля» (1945),
- «Блакитна авантюра» (1946),
- «Сон української ночі» (1946),
- «Провулок св. Духа» (1946),
- «Останнє втілення Лиса Микити» (1947),
- «Наступ» (1947),
- «Хожденіє Мамая» (1948),
- «Діти Дажбога» (1949),
- «Загублений скарб» (1952),
- «Мамай невмирущий» (1956),
- «Дума про Мамая» (1989).

Твори відзначаються чітким поділом на веселі («рожеві») і серйозні («чорні»).
Окремі видання:
- Чолган І. Дванадцять п'єс без однієї: Зібрані драматичні твори 1945—1989. — Нью-Йорк: Слово, 1990.
- Чолган І. Дванадцять п'єс без однієї. — Нью-Йорк, 1990. — 517 с.
- Чолган І. Провулок Св. Духа // Близнята ще зустрінуться: Антологія драматургії української діаспори / Упоряд., вст. ст. Л. Залеської-Онишкевич. — Київ — Львів: Час, 1997. — С. 273—318.